# Зальвисберг, Отто Рудольф
Отто Рудольф Зальвисберг (нем. Otto Rudolf Salvisberg; 19 октября 1882, Кёниц — 23 декабря 1940, Ароза) — швейцарский и немецкий архитектор и педагог; профессор Высшей технической школы в Цюрихе.

## Биография
Отто Рудольф Зальвисберг родился 19 октября 1882 года в швейцарском кантоне Берн в городке Кёниц. Сперва он выучился на чертежника-строителя, а затем, в 1901 году, поступил в архитектурную школу при техникуме в Биле, которую с отличием окончил в 1904 году. Обучение продолжил в Мюнхене: здесь он посещал курсы в Мюнхенского технического университета, которые вели Август Тирш, Фридрих фон Тирш и Карл Хохедер.

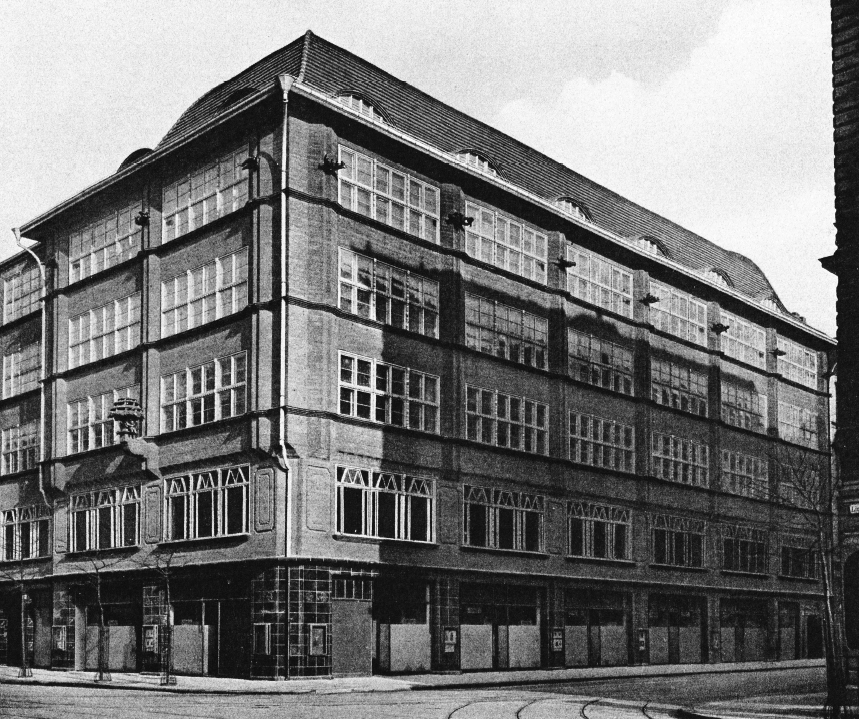
«Линденхаус»
(Берлин; около 1912 года)

Примерно в 1905 году Зальвисберг переехал в Карлсруэ, где помимо работы в архитектурной фирме Curjel & Moser, продолжал углублять свои знания в Технологическом институте под руководством Карла Шефера.
В 1908 году он переехал в Берлин и устроился на работу к Иоганну Эмилю Шаудту (1871—1957) и Паулю Циммерраймеру (1875—1943) в их фирму Schaudt und Zimmerreimer. После ссоры и разрыва между Шаудтом и Циммерраймером Зальвисберг продолжил работать на последнего.
Немецкий искусствовед Пауль Вестхейм писал о Зальвисберге: «…в крупной строительной компании [Зальвисберг] был человеком, у которого постоянно рождались новые проекты, который фактически строил объекты буквально здесь. Здания, отмеченные его подписью, являются безошибочным свидетельством его духа, хотя те, кто не был среди посвященных, никогда даже не слышали его имени…»
В 1912 году Отто Рудольф Зальвисберг женился на Эмме Мари Ролофф (нем. Emma Marie Roloff; род. 1890). Сначала он жил с ней в доме по адресу Лилиенкронштрассе 10 в Штеглице, а в 1922 году супружеская пара переехала в другой район немецкой столицы (Берлин-Зюденде) в свой собственный дом по адресу Олертштрассе, 13.

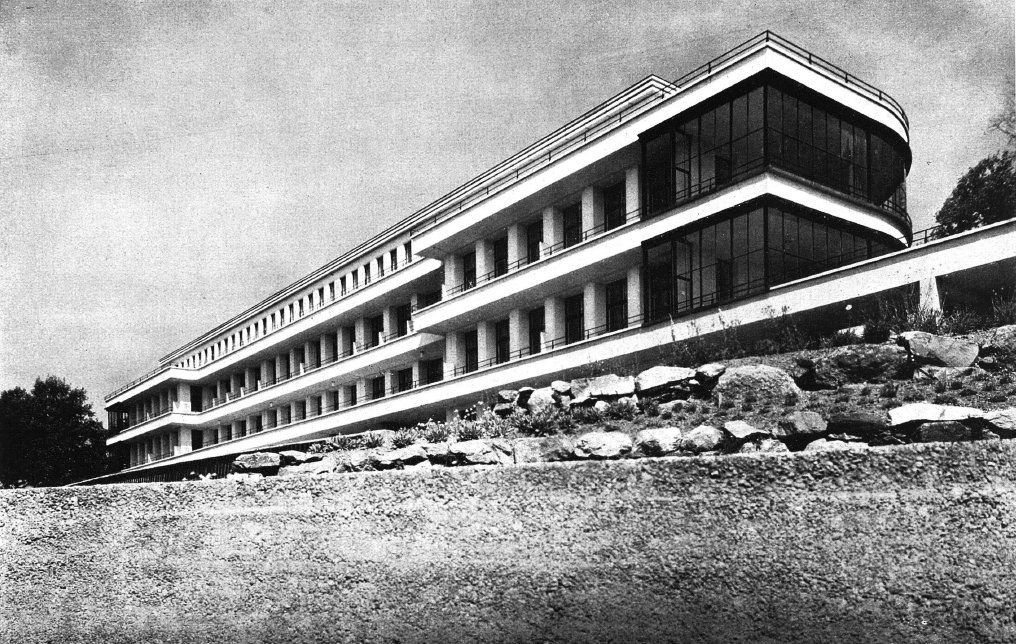
«Больница Лори»
Берн, Швейцария
(фото конца 1930-х гг.)

После начала Первой мировой войны О. Р. Зальвисберг вступил в ряды швейцарской армии, но вскоре был уволен со службы. После демобилизации в 1914 году он предпринял первые шаги, чтобы открыть собственный бизнес. В 1917 году Зальвисберг вместе с Отто Брехбюлем (нем. Otto Brechbühl; 1889—1984), которого он сам пригласил в столицу Германии после получения диплома в 1910 году, планировал расширить более чем в два раза берлинский микрорайон (город-сад) Штаакен, построенный Паулем Шмиттхеннером в 1914—1917 годах. Сотрудничество Брехбюля и Зальвисберга продолжалось до самой смерти последнего; основанное ими архитектурное бюро до сих пор продолжает работать в Берне под названием IttenBrechbühl.
Вплоть до 1930 года Отто Рудольф Зальвисберг проработал архитектором в Берлине, где спроектировал и реализовал множество строительных проектов, а его партнёр Отто Брехбюль вернулся в Швейцарию в 1922 году и возглавил главный офис в Берне.
С 1930 года Зальвисберг преподавал в Швейцарской высшей технической школе Цюриха и, одновременно с профессорской деятельностью, строил там (до 1934 года) тепловую электростанцию и машиностроительную лабораторию. Среди его учеников была, в частности, Берта Рам (1910—1998).
В 1938 году Отто Рудольф Зальвисберг некоторое время провел в Турции.
В 1930-х годах Зальвисберг был штатным архитектором фармацевтической компании Hoffmann-La Roche, для которой спроектировал план развития и штаб-квартиру в Базеле, а также многочисленные здания для филиалов по всему миру.
Отто Рудольф Зальвисберг умер 23 декабря 1940 года в коммуне Ароза, Швейцария.